# Didache
Didache lub Nauka dwunastu apostołów (gr. Διδαχὴ) – anonimowy krótki traktat starożytnego chrześcijaństwa, jedno ze starszych pism Ojców apostolskich. Niewłączany do kanonu Nowego Testamentu (apokryf), z wyjątkiem 81-księgowego kanonu etiopskiego. Powstał prawdopodobnie w pierwszej połowie II wieku, choć część badaczy jest zdania, że tekst ten jest starszy od niektórych najmłodszych ksiąg Nowego Testamentu. Tekst Didache zachował się w rękopisie Codex Hierosolymitanus z 1056 roku.

## Powstanie i dzieje tekstu
Pełny tytuł dzieła to Nauczanie Pana do narodów przekazane przez dwunastu apostołów. Po grecku brzmi: Διδαχὴ κυρίου διὰ τῶν δώδεκα ἀποστόλων τοῖς ἔθνεσιν (Didache kyriu dia ton dodeka apostolon tois ethnesin). Dzieło to jest anonimowe. Istnieje konsensus badawczy, że powstało w pierwszej połowie II wieku na terenie Syrii. Redaktor korzystał z kilku źródeł, z których część datuje się na I wiek. Zalicza się je do pism Ojców apostolskich. Składa się z kilku różnych tekstów. Dzieli się na dwie główne części. Pierwsza jest podobna w przekazie do ewangelii synoptycznych. Druga przedstawia Jezusa jako Mesjasza. 
Didache jest jednym z najstarszych źródeł chrześcijańskich. Pozostaje jeszcze pod silnym wpływem judaizmu. Antyczny tekst zaginął, przez długi czas znany był tylko z cytatów w pismach Ojców Kościoła. Didache odkrył dopiero w 1873 roku w bibliotece Hospicjum św. Krzyża w Konstantynopolu metropolita Filoteos Bryennios w rękopisie Codex Hierosolymitanus z 1056 roku. Wydał go w 1883 r. w Konstantynopolu, a już rok później Adolf von Harnack wydał Didache również w Berlinie. Fragmenty tekstu zostały także znalezione w Oksyrynchos (P. Oxy 1782) i pochodzą z IV wieku.

## Treść
Didache składa się z 16 rozdziałów. Zawiera nakazy moralne, zasady organizacyjne gminy oraz małą apokalipsę na końcu. Wiele miejsca poświęca charyzmatykom. Zawiera pouczenia moralne dla katechumenów, czyli pierwszy opis chrztu (1–6), przepisy liturgiczne i modlitwy (7–10) oraz zarządzenia organizacyjne pierwszych gmin (11–15). Część 16 przeznaczona jest na wezwanie do czujności wobec zbliżającego się czasu przyjścia Chrystusa. 

### Pouczenia moralne
Pouczenia moralne przedstawione są w formie dwóch dróg: drogi życia (1–4) i drogi śmierci (5). 
Droga życia streszcza się w cytowanym na początku przykazaniu miłości Boga i bliźniego. Jej opis zaczyna się od zestawienia pozytywnych nakazów zaczerpniętych z Ewangelii synoptycznych: “Błogosławcie tych, którzy was przeklinają, módlcie się za nieprzyjaciół, a nawet pośćcie za prześladowców waszych. Jakaż to bowiem zasługa, jeśli miłujecie tych, którzy was miłują? Czyż i poganie tego nie czynią? Wy natomiast miłujcie takich, co was nienawidzą, a nie będziecie mieli wroga. Poskramiaj żądze zmysłów i ciała: jeśli cię kto uderzy w prawy policzek, nadstaw mu drugi, a będziesz doskonały; jeśli cię kto przymusi do jednego tysiąca kroków, idź z nim dwa tysiące; jeśli ci kto weźmie płaszcz, daj mu również suknię swoją; jeśli cię kto pozbawi majątku, nie żądaj zwrotu, gdyż i tak nie w twojej leży to mocy. Daj każdemu, kto cię prosi, i nie żądaj zwrotu, chce bowiem Ojciec, by każdy otrzymał część Jego darów. Błogosławiony, kto daje zgodnie z przykazaniem” (1, 3–5).
Po nakazach wyliczone są zakazy opatrzone charakterystycznym „nie”: „Drugie zaś przykazanie nauki jest takie: nie zabijaj, nie cudzołóż, nie uprawiaj pederastii, nie uprawiaj nierządu, nie kradnij, nie czaruj, nie truj, nie zabijaj płodu, nie odbieraj życia niemowlęciu, nie pożądaj własności cudzej, nie popełniaj krzywoprzysięstwa, nie świadcz fałszywie, nie złorzecz, nie pamiętaj krzywdy, nie bądź dwoistej myśli ani dwoistego języka, gdyż dwulicowość to pułapka śmierci. Niech mowa twoja nie będzie kłamliwa ani próżna, lecz poparta czynem. Nie bądź chciwy, ani drapieżny, ani obłudny, ani złośliwy, ani wyniosły. Nie knuj złych zamiarów przeciwko bliźniemu twemu. Nie miej nikogo w nienawiści, lecz jednych karć, za drugich się módl, innych zaś miłuj bardziej niż własną duszę” (2).
Opis drogi zła, która jest drogą śmierci, zawarty w V rozdziale zaczyna się od słów: „A oto droga śmierci – droga zła i pełna przekleństwa: zabójstwo, cudzołóstwo, pożądliwość, nierząd, kradzież, bałwochwalstwo, czary, trucicielstwo, grabież, krzywoprzysięstwo, obłuda, dwulicowość, podstęp, pycha, złośliwość, zuchwalstwo, chciwość, sprośna mowa, zazdrość, bezczelność, samochwalstwo”.

### Chrzest
Chrzest winien odbywać się przez zanurzenie w „wodzie żywej”, tj. w rzece lub strumieniu. W razie jej braku w wodzie stojącej zimnej lub ciepłej. W razie konieczności dopuszcza się chrzest przez trzykrotne polanie wodą stojącą przechowywaną w naczyniach (7).

### Eucharystia
Od czasu opublikowania starożytnego tekstu Didache w 1883 r., uczeni różnie interpretowali jego rozdziały 9 i 10 mówiące o Eucharystii. Interpretowano je jako modlitwy dodatkowe, służebne względem samej Eucharystii lub jako modlitwy w trakcie agape po Eucharystii. Wielu uczonych uznaje, że są to wczesne teksty eucharystyczne. Według Louisa Bouyera, Didache zachowało dla nas starożytny przykład formuły Eucharystii, gdzie Kościół, jak Chrystus w czasie Ostatniej Wieczerzy, nadal używał żydowskich modlitw, nadając im nowy sens, z pomocą paru wstawionych zdań.
Opisana Eucharystia ma charakter prototypu obecnej liturgii chrześcijańskiej, ze względu na zarezerwowanie udziału w Eucharystii tylko dla ochrzczonych, podkreślenie wagi spowiedzi powszechnej (rozdział 10, 6) oraz dziękczynienia.

### Modlitwa
W rozdziale 8 podany jest tekst modlitwy „Ojcze nasz” i nakaz jej odmawiania trzy razy dziennie. W rozdziałach 9 i 10 zawarty jest tekst modlitwy dziękczynnej po komunii św., śpiewany do dziś w kościołach: „Dziękujemy Ci, Ojcze nasz, za świętą winorośl Dawida, sługi Twego, którą nam poznać dałeś przez Jezusa, sługę Swego – Tobie chwała na wieki” (9, 2–3);
„Dziękujemy Ci, Ojcze święty, za święte imię Twoje, któremu zgotowałeś mieszkanie w sercach naszych, i za wiedzę, i za wiarę, i za nieśmiertelność, którą nam poznać dałeś przez Jezusa, sługę Swego – Tobie chwała na wieki” (10,2);
„Pomnij, Panie, na Kościół Twój i wybaw go od wszelkiego zła, i doprowadź do doskonałości w miłowaniu Ciebie; zbierz go od czterech wiatrów, pełen świętości, w Królestwo Twoje, które mu zgotowałeś – albowiem Twoja jest moc i chwała na wieki” (10, 5).

### Kościół
Kościół przedstawiany jest jako zgromadzenie święte, lud nowy, zebrany ze wszystkich stron świata; nosi cechy jedności, świętości i powszechności. Jego symbolem jest jeden chleb eucharystyczny: „Jak ten łamany Chleb rozsiany był po górach, a zebrany stał się czymś jednym, tak niech się zbierze Kościół Twój z krańców ziemi w Królestwo Twoje – albowiem Twoja jest chwała i moc przez Jezusa Chrystusa na wieki” (9, 4).

### Hierarchia
Przełożeni gmin określani jako ἐπίσκοποι καὶ διάκονοι (episkopoi kai diakonoi, biskupi i diakoni), byli wybierani przez wspólnoty (15,1). Brak wypowiedzi o istnieniu prezbiterów i episkopatu monarchicznego. Sporo miejsca poświęca się instytucji „proroków” i „nauczycieli”, którzy posiadali prawo do dziesięciny i mogli sprawować Eucharystię. Jeśli „posiadali obyczaje Pana” (l 1,8-12), ich autorytet był niekwestionowany, a wypowiedzi nie mogły być poddawane krytyce (1 1,7).

## Znaczenie
Didache stała się prototypem Konstytucji apostolskich, Kanonów apostolskich oraz Didaskaliów apostolskich. W starożytności cieszyła się tak wielkim autorytetem, że wielu pisarzy zaliczało ją do ksiąg kanonicznych Nowego Testamentu (m.in. Klemens Aleksandryjski). W IV wieku zaczęto ją umieszczać wśród apokryfów (Atanazy Wielki, Rufin z Akwilei). Współcześnie stanowi bezcenne źródło do historii liturgii, historii Kościoła i prawodawstwa kościelnego.